# ريتشارد كيتس
ريتشارد كيتس هو محامي وسياسي أمريكي، ولد في 22 نوفمبر 1925، وتوفي في 3 أغسطس 2011. نشط حزبياً في الحزب الديمقراطي. وقد انتخب عضو جمعية ولاية ويسكونسن ‏.